# Johann Georg Wirsung

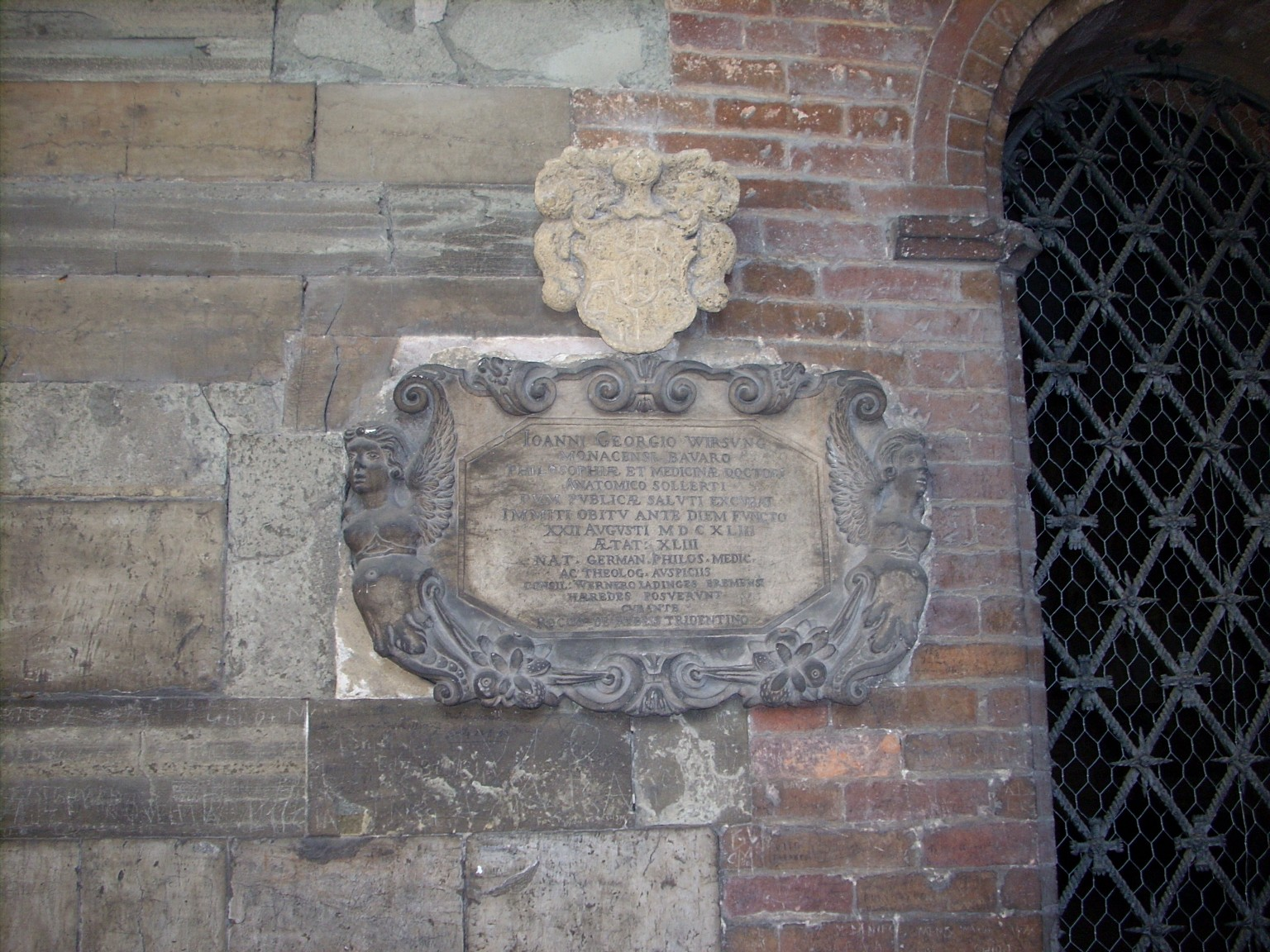
Cenotafi de Johann Georg Wirsung a la Basílica de Sant Antoni de Pàdua

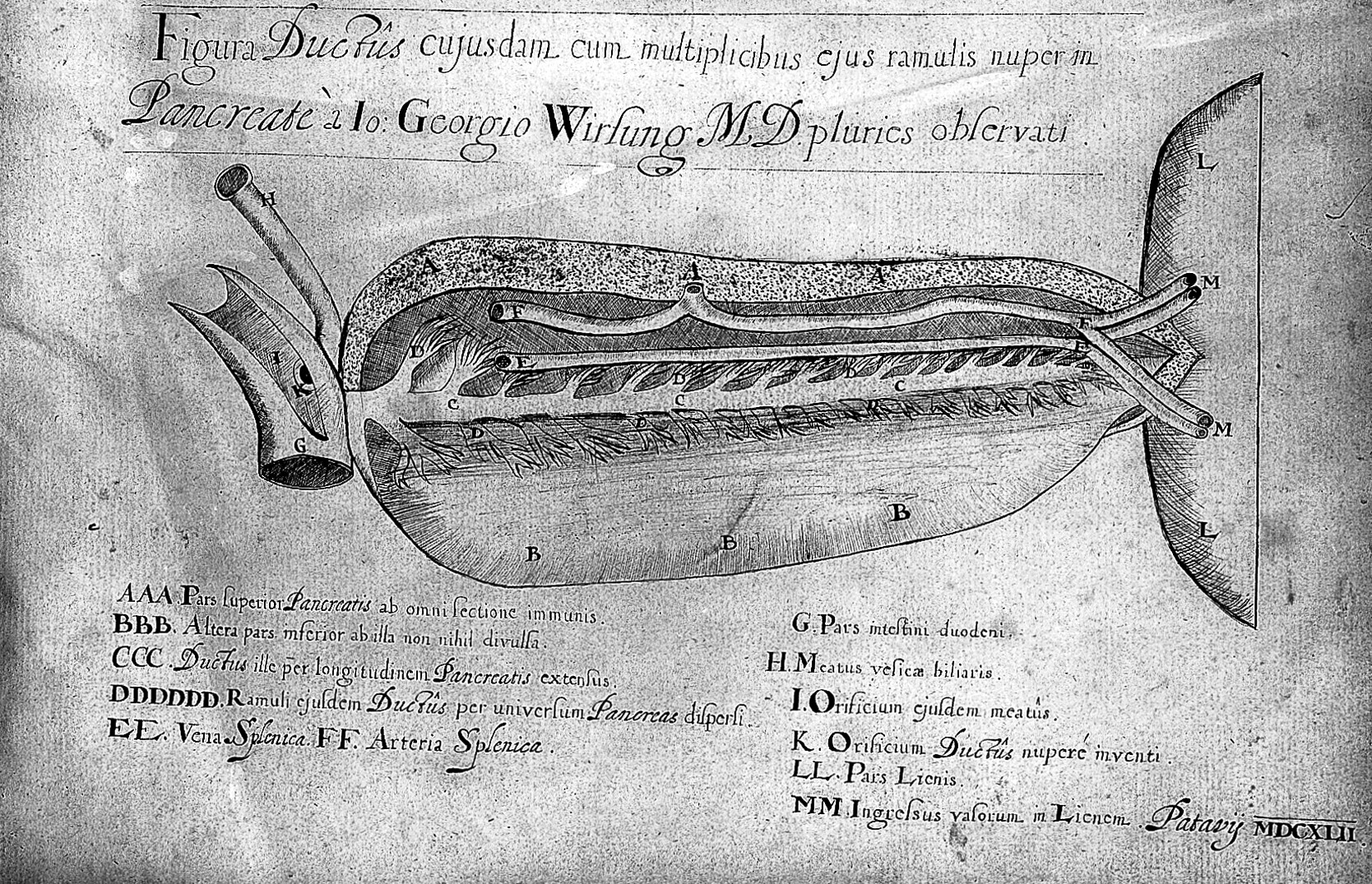
Dibuix del pàncrees per J. G. Wirsung

Johann Georg Wirsung (3 de juliol de 1589, Augsburg - 22 d'agost de 1643, Pàdua) fou un anatomista alemany que durant molt de temps fou prosector de Pàdua.
Se'l recorda pel descobriment del conducte pancreàtic ("conducte de Wirsung") durant la dissecció d'un home que havia estat penjat recentment per assassinat. En lloc de publicar els resultats del seu descobriment, va gravar un esbós del conducte en una placa de coure, de la qual va fer diverses impressions, i posteriorment les va lliurar als principals anatomistes de tot Europa.
Wirsung va ser assassinat en 1643 per Giacomo Cambier, segons es diu pel resultat d'una discussió sobre qui va ser el descobridor del conducte pancreàtic. Cinc anys després de la mort de Wirsung, un ex alumne seu, Moritz Hoffman (1622-1698) va afirmar que fou ell, i no Wirsung, el descobridor real del conducte.